# 12.ª Flotilla U-boat
La 12ª flotilla de submarinos alemana (en alemán 12. Unterseebootsflottille ) fue una flotilla alemana de submarinos formada el 15 de octubre de 1942 en Burdeos bajo el mando del Korvettenkapitän Klaus Scholtz . La flotilla se disolvió el 25 de agosto de 1944 debido a la inminente llegada de las fuerzas aliadas.

## Comandantes de flotilla
| Duración                      | Comandante                     |
| ----------------------------- | ------------------------------ |
| enero de 1941 – enero de 1944 | Fregattenkapitän Klaus Scholtz |

## Submarinos asignados
Los siguientes submarinos fueron asignados a la 12ª Flotilla de submarinos en Burdeos en varios momentos durante su vida útil:
Unidades del 12. Unterseebootsflotille:
- U-117 , U-118 , U-119 , U-177 , U-178 , U-179 , U-180 , U-181 , U-182 , U-195 , U-196 , U-197 , U- 198 , U-199
- U-200 , U-219 , U-220 , U-233
- U-459 , U-460 , U-461 , U-462 , U-463 , U-487 , U-488 , U-489 , U-490
- U-847 , U-848 , U-849 , U-850 , U-851 , U-852 , U-859 , U-860 , U-861 , U-862 , U-863 , U-871
- U-1059 , U-1061 , U-1062

Treinta y nueve de los cuarenta y dos submarinos asignados a la 12ª Flotilla fueron destruidos durante su asignación. Antes de que la base de Burdeos fuera capturada por los aliados, el U-861, el U-862 y el U-1061 lograron escapar y fueron transferidos a otras flotillas de submarinos.

## Submarinos ex-italianos asignados
Los siguientes submarinos italianos fueron capturados después de la capitulación italiana en septiembre de 1943 y asignados a la 12.ª Flotilla de submarinos:
- UIT-22 (Alpino Bagnolini)
- UIT-23 (Reginaldo Giuliani)
- UIT-24 (Comandante Cappellini)
- UIT-25 (Luigi Torelli)